# دينو اوريليا
دينو اوريليا (بالإيطالية: Dino Origlia)‏ وُلِد في مدينة تورينو الإيطالية في 6 ديسمبر 1920 وتوفي في ميلانو 21 يناير 2012. كان عالمًا وأستاذًا إيطاليًا في علم النفس.
كان مدرسًا شغوفًا وجذابًا ومؤلفًا وصحفيًا، كتب عن علم النفس والثقافة والعادات والمجتمع. لأكثر من 40 عامًا، كان من بين أكثر علماء النفس حضورًا في وسائل الإعلام (ومن بين أكثر الخبراء الذين قام بعمل العديد من اللقاءات الصحفية). في التدريس، كما هو الحال في الكتابة، عرف كيف يبتكر رؤية عالمية غير تقليدية، وإبداع نابض بالحياة وإحساس كبير بالسخرية على ثقافة واسعة. مزيج فريد وشخصي للغاية.

## سيرة قصيرة
تخرج في الطب، مع تخصص لاحق في علم النفس العصبي وعلم النفس، وكان تلميذ سيزار موساتي. في عام 1948 أسس أول مركز «دليل زواج» أوروبي وإيطالي. كان يدرس في بارما لمدة ثلاثين عامًا وفي مدن إيطالية أخرى. كما أنه يتعاون كدعاية مع La Stampa، L'Europeo، منذ عام 1966 منذ ما يقرب من عقد من الزمان، والصحف والدوريات الأخرى. يتعاون مع RAI منذ عام 1954، حيث أنه ضيف كخبير في علم نفس الشباب في الأقسام والمناقشات ومؤلفي بعض أقسام برنامج المحادثات العلمية. لقد كان متحدثًا في العديد من مؤتمرات الطب النفسي وعلم النفس وعلم الاجتماع.
وقد نشر العديد من الأعمال، بعضها ترجم إلى ثماني لغات. وقد نشر في المجلات العلمية لعلم النفس والطب النفسي وعلم النفس العصبي والتربية وعلم الاجتماع في إيطاليا والخارج.

## سيرة ممتدة

### البدايات (1920-1951)
ولد دينو اوريليا، ودرس وبدأ حياته المهنية في تورينو. أنهى المرحلة الثانوية الكلاسيكية في كلية S. Giuseppe، أقل من 17 سنة.
التحق بكلية الطب وحصل على درجة علمية في الطب والجراحة في جامعة تورينو عام 1943 مع علامات كاملة، مع مرتبة الشرف والكرامة في الصحافة. في عام 1946 حصل على التخصص في طب الأطفال، مع الألوان الطائرة. في وقت لاحق وجه نفسه نحو الطب النفسي، وحصل على تخصصه في الطب النفسي العصبي وعلم الأمراض العصبية في عام 1951.
في غضون ذلك، بدأ التعاون في مجال البحوث النفسية مع البروفيسور أنجيولا ماسوكو كوستا، وحصل في عام 1952 على دبلوم الدراسات العليا في علم النفس النفسي من كلية الحقوق بجامعة تورينو. لا يزال تحت إشراف Massucco Costa، وكان يعمل لمدة ثلاث سنوات في مركز التوجيه المهني لبلدية تورينو. في الوقت نفسه، يدرس في كلية الدراسات العليا في علم النفس النفسي كمسؤول عن دورات علم النفس العيادي وعلم النفس المدرسي (أول نشاط تعليمي حقيقي في الجامعة).
من أي وقت مضى مهتم أكثر بمشاكل العلاقات الأسرية، بعد فترة تدريب في إنجلترا أسس في عام 1948 مركزا لمرشد الزواج في تورينو على النموذج الإنجليزي لمجالس توجيه الزواج. في المركز الذي نفذ الاستشارات للأزواج، وحيث عقدت الدورات والدروس، وتعاون العلماء من مختلف التخصصات.

### ميلان والنشاط الدولي (1952-1962)
يقوم بتدريس من بلدية ميلانو (مكتب النظافة والصحة)، وينظم أول مركز للاستشارات الطبية التربوية النفسية، فريد من نوعه لجميع المدارس الابتدائية في ميلانو، والتي سيديرها حتى عام 1952.
وتواصل العمل في هذا القطاع من خلال تنظيم استشاريين تجريبيين في بعض المدارس الثانوية الحكومية في ميلانو. في تلك السنوات نفسها، عمل بنشاط في الطب المدرسي (كان نائبًا طويلًا للجمعية الإيطالية للطب والصحة المدرسية). وتقوم بتنفيذ أنشطة التطبيق المؤسسي، وإنشاء أول مركز لعلم النفس بالمدرسة في ميلانو (مستشارون في مدارس حكومية مختلفة).
انتقل إلى ميلانو بشكل دائم في عام 1952 وكُلف بمهام أخرى. تجدر الإشارة إلى التزام ومدة النشاط الذي تم القيام به كمنظم ومستشار للخدمة: الخدمة النفسية في معهد إعادة التأهيل بعد المصحة Vigorelli والتي مثلت مؤسسة نموذجية في إيطاليا (من 1953 إلى 1964). والخدمة النفسية-الاجتماعية لهيئة المساعدة البلدية (ECA): على وجه الخصوص، نظمت دينو اوريليا ووجهت المشورة والمساعدة النفسية في معهد المعوقين في أبيجاتراسو، معهد مساعدة القصر، معهد كبار السن (حتى عام 1960)
وهو مكلف بتوجيه خدمة الاستشارات الخاصة بالشيخوخة في المستشفيات في مقاطعة ميلانو، والتي سيتعامل معها لسنوات عديدة. وسوف تسهم أيضًا لسنوات عديدة في الأنشطة التعليمية والدورات التدريبية لمدرسة الأخصائيين الاجتماعيين.
في نفس الوقت الذي تتواصل فيه هذه الأنشطة، التي تتطلب على وجه الخصوص من وجهة نظر اجتماعية، يستمر النشاط التعليمي في المدرسة العليا للخدمة الاجتماعية (UNSAS) في ميلانو، حيث يحمل Dino Origlia دورة علم نفس العمر التطوري للعقد 1952- 1962.
لقد كانت اهتماماته موجهة بشكل خاص نحو المشكلات النفسية في العمر التنموي - وخاصة المراهقة - علم النفس المدرسي وعلم نفس العلاقات الأسرية. في عام 1953، تم تأسيس دائرة الأهل في ميلانو، واستضافها وتمولها الاتحاد النسائي الوطني، والذي أعطى نفسه في عام 1957، دستوراً مستقلاً يسمى مدرسة الآباء للامتثال للأحرف الأولى من المؤسسات المماثلة مثل مدرسة الآباء (سابقًا) تعمل في باريس منذ عام 1929). ساهم دينو اوريليا بحماس كمستشار ومدرس في تشجيع التبادل المربح للوثائق والمعلومات على مر السنين.
يتعاون مع RAI منذ عام 1954، حيث إنه ضيف كخبير في الأعمدة والمناقشات ومؤلف بعض أقسام برنامج المحادثات العلمية. نادي الآباء الذي روجت له RAI بواسطة Luciana della Seta، منذ عام 1957 امتد لعقد من الزمن مع البث الإذاعي الأسبوعي.
شارك في هذه السنوات نفسها، كمتحدث، في العديد من المؤتمرات الدولية حول علم النفس، وعلم النفس التطبيقي، وعلم النفس التطوري، وعلم النفس الاجتماعي، وقام منذ عدة سنوات بأنشطة استشارية (بما في ذلك مختلف الدورات التعليمية التعليمية في باريس) لليونسكو في مجال علم النفس وعلم الاجتماع.

### التدريس والبحث الجامعي (1965-2000)
كرس دينو اوريليا نفسه طوال حياته، بشغف كبير، للتدريس. بعد التخصصات، بدأ البحث في الجامعة دائمًا في مجال علم النفس، مع تحقيق التعليم المجاني في
- بيداغوجيا
- الطب النفسي العصبي للطفل
- علم نفس العمر التطوري

تم تدريب المحاضرات المجانية مع دورات مدتها خمس سنوات، وفقًا للوائح الجامعة الإيطالية، في جامعتي ميلان وبافيا الحكوميتين (ما مجموعه 20 دورة في كلية الطب والآداب في الجامعتين)
في عام 1965، تأسست كلية Magisterium في بارما. بعد مسابقة وطنية، تم تعيين دينو اوريليا على دورة علم النفس التي بدأ طلاب الطب والقانون والاقتصاد والتجارة في التدفق إليها. المعلم الوحيد لعلم النفس في أول 4 سنوات، قد عقد اوريليا دورات محددة للطلاب من الكليات الأخرى. بعد ذلك، تضاعف الكرسي بسبب العدد الكبير جدًا من الطلاب المسجلين (أكثر من 1000 طالب في العام الدراسي '69 -70 ').
كان دينو اوريليا مدير معهد علم النفس بجامعة بارما، من 1965 إلى 1971، ثم نقله طوعًا إلى البروفيسور تامبيرى.
بالإضافة إلى الإدارة العادية للمعهد، فقد أنشأت المكتبة، ونظمت خدمة التوجيه النفسي للطلاب بالتعاون مع خدمة المساعدة الاجتماعية في الجامعة.
بالإضافة إلى الدروس «التنظيمية» (دائمًا ما تكون تفاعلية للغاية، كما هو الحال في أسلوبه)، يعمل «دينو أوريليا» دائمًا مع الطلاب. هذا ليس فقط بسبب عدم وجود موظفين متعاونين ولكن أيضًا بسبب القطع الفريدة والخاصة التي منحتها دائمًا للنشاط التدريسي والحيوي ومتابعة الأنشطة البحثية والندوات ومجموعات العمل شخصيًا. متوسط عدد الطلاب المسجلين في دوراته 500-600.
لقد جلب مئات الطلاب إلى التخرج، معظمهم من خريجي المدارس الثانوية. لقد كان مشرفًا مشاركًا على مئات الأطروحات. كان حوالي نصف الأطروحات ذات طبيعة تجريبية (اختلال في المدرسة، وإدخال المعاقين، معاداة المجتمع، ومساعدة المسنين، وعلم أمراض العلاقات العائلية، وحالة المرأة، وديناميات الاتصال، والديناميات العاطفية، والموضوعات الاجتماعية والسياسية...)
في نهاية مسيرته الجامعية، سينتقل إلى تدريس علم النفس الاجتماعي - دائمًا بعقد جامعي - في دورات الدكتوراه البحثية (المخصصة للخريجين، ويتم اختيارهم بدقة من خلال المؤهلات، من مختلف الجامعات الإيطالية التي تجتمع في بارما).

### عالم نفسي - باحث، باحث، مؤلف، خبير دعاية، «خبير»، معلق على الثقافة والمجتمع والأزياء
إلى جانب الاستشارات والتوجيه والتدخل في المجال الاجتماعي والنشاط الجامعي والمهني، قام دينو اوريليا بتطوير النشاط الإعلاني بشكل مكثف - الذي بدأ بالفعل في تورينو مع La Stampa و La Stampa Sera - والذي استمر بعد ذلك في العديد من الصحف والدوريات. يشمل ذلك L'Europeo، الذي يبدأ معه التعاون المنتظم الذي دام عقدًا من الزمن في عام 1966. لقد تعاون منذ عام 1953 مع RAI Radiotelevisione Italiana في رعاية دورات البث والمشاركة كخبير في علم نفس الشباب في الأقسام الأكثر شهرة وفي العديد من المناقشات.
لقد كان دائمًا قادرًا على استيعاب تفرد الفرد وإمكاناته وفهم مساراته التطورية. كتب عن علم النفس والثقافة والعادات والمجتمع. المراقب الحاد للظواهر الاجتماعية ودائما قبل وقتها. لأكثر من 40 عامًا، كان دينو اوريليا أحد «الخبراء» الأكثر استشهادًا في وسائل الإعلام.
«غير مريح» لحريته في الفكر والتعبير والحياة وصراحته وروحه المتنافسة. لقد كره الخطابة. كما هو الحال في التدريس كما هو مكتوب، فقد عرف كيف يبتكر رؤية عالمية غير تقليدية وإبداعًا نابضًا بالحياة وإحساسًا كبيرًا بالسخرية لثقافة واسعة. مزيج فريد وشخصي للغاية.

## العضوية في السجلات المهنية الوطنية والدولية
- عضو في الجمعية الإيطالية لعلم النفس، منذ تأسيسها (1953)
- عضو في رابطة الطب النفسي زينكوي
- عضو عادي في سوسيتيه دي سيكولوجي ساينتيفيك دي لانج فرانسيس.
- السجل الوطني لعلماء النفس منذ تأسيسه (1990)
- السجل الوطني - الجمعية الطبية
- السجل الوطني للأطباء النفسيين الرسميين (1992)
- السجل الوطني - نقابة الصحفيين   - للنشاط المكثف للمقالات والمناقشات وسلسلة من البرامج التلفزيونية

## قائمة المنشورات

### باللغة الإيطالية
- سيكولوجية الزواج، بومبياني، 1950
- الاتصال الجنسي خارج الزواج، 1950
- دراسة نفسية عن شخصية العاهرة، «معهد الطب الاجتماعي»، روما، 1950
- تعليم الطفل الصعب، جارزانتي، 1951
- سيكولوجية الرضيع، " مينيرفا نيبيوليكا، 1951.5
- المشكلة الجنسية للشباب من وجهة نظر عائلية واجتماعية، واسرمان، 1951
- علم أصول التدريس وعلم النفس الفسيولوجي، 1951
- الحياة الجنسية في الزواج، 1951
- العلاقة الزوجية، 1952
- واجبات المساعدة الطبية والنفسية في المدرسة الثانوية، «أعمال جمعية النظافة الإيطالية»، المجلد الأول، 1952
- مشاكل لعبة التدريس، «مراجعة علم أصول التدريس»، 1953، 3
- اعتبارات تربوية نفسية حول الاشتراكية في عصر التطور، «المدرسة والمدينة»، 1953.11
- جوانب شخصية الصبي الصعب، «مينيرفا ميديكا»، 1955، 75
- المشكلات النفسية والنفسية التربوية في المدرسة المتوسطة، «معهد الطب الاجتماعي»، روما، 1955
- التحقيق في الشعور الكوميدي في الطفولة، «الطفولة غير الطبيعية»، 1955، 13
- أزمة البلوغ، «المجلة الإيطالية للطب المدرسي والنظافة»، 1955، 1
- المشاعر الاجتماعية عند الأطفال، رياض الأطفال والمجتمع، 1956
- حدود التمايز المفترض للذكاء والمواقف في مرحلة ما قبل المراهقة، «المدرسة والمدينة»، 1956.5
- نقد لمبدأ السلطة في التربية الأسرية المعاصرة، «وقائع المؤتمر الوطني حول مشكلات السلوك غير المنتظم في العصر التنموي»، روما، 1956
- التعب العقلي للتلميذ، «المجلة الإيطالية للطب المدرسي والنظافة»، 1957
- البلوغ، دينو اوريجليا وانريكو كومولي، ابروزيني اديتوري، 1957، 661 صفحة [5]
- عدم انتظام السلوك الجنسي في سن النمو ومشكلات التعليم المدرسي، «مجلة كلية الطب والصحة»، 1964، IV
- قداس للأب، إموردينو، 1967، 183 صفحة [6]
- سيكولوجية العلاقات الشخصية، بارما، 1969
- مهنة عالم النفس في إيطاليا (أ. VV) ISEDI، ميلانو 1977
- علم النفس التنموي، فالاردي، 1971
- علم النفس العميق، إصدارات كازانوفا، بارما، 1970
- للحصول على هوية جديدة للمسنين، «الدفاع الاجتماعي»، 1980
- Psychopathology Metropolitan، "المجلة الدولية للبيئة، 1990، المجلد 18، العدد 3

### بلغات أخرى
- Psychologie du mariage et accord sexuel، Buchet / Chastel، 1959 (translation by Anne de Cambiasy،) (French)
- Le rendement scolaire et les problèmes psychologiques de la préadolescence، The international Review of Education، 1956، II، 4 (French)
- مساهمة في كتاب "خبراء الحقائق، المجلة الدولية للتعليم، 1957، III، 2 (الفرنسية)
- A Educaćão da criança difícil، Andes، 1956 (Portuguese)
- A Psicologia do casamento، Editora Arcádia، 1966 (Portuguese)
- Réquiem por papá، 1969، سوك. دي خوان جيلي (الإسبانية)
- قداس بور بابا، 1970 (الفرنسية)
- L'adolescent، 1980، دينو اوريجليا، اتش اويلون، إصدارات Sociales Françaises، 1977 (الفرنسية)